# Albert Costa i Casals
|  | «Albert Costa» redirigeix aquí. Vegeu-ne altres significats a «Albert Costa i Balboa». |

Albert Costa i Casals (Lleida, 25 de juny de 1975) és un extennista català retirat des de 2006. La fita més important de la seva carrera és el títol de campió al Torneig de Roland Garros de 2002 arribant a la sisena posició del rànquing individual. També va guanyar una medalla de bronze olímpica en els Jocs Olímpics de Sydney en categoria de dobles. No té relació familiar amb el també tennista català Carles Costa.

## Biografia
Costa es va casar el 14 de juny de 2002 amb Cristina Ventura, la seva xicota durant molts anys, i el seu padrí fou el també tennista Àlex Corretja. El casament es va produir una setmana després del seu gran triomf al Roland Garros de 2002, que el va valer ser guardonat com a esportista català de l'any. La parella té dues filles bessones, Clàudia i Alma, nascudes el 21 d'abril de 2001.
De 2008 a 2019 fou director esportiu del Barcelona Open organitzat pel Reial Club de Tennis Barcelona i va passar a ser el director esportiu de la Copa Davis de tennis en 2019.
El seu ídol tennístic fou John McEnroe. Les seves aficions són jugar a cartes, tennis de taula, golf, i futbol, de fet és gran seguidor de la UE Lleida i el FC Barcelona.

## Torneigs de Grand Slam

### Individual: 1 (1−0)
| Resultat  | Núm. | Any  | Torneig       | Oponent             | Marcador           |
| --------- | ---- | ---- | ------------- | ------------------- | ------------------ |
| Guanyador | 1.   | 2002 | Roland Garros | Juan Carlos Ferrero | 6−1, 6−0, 4−6, 6−3 |

## Jocs Olímpics

### Dobles
| Any  | Campionat                        | Parella       | Oponents                          | Resultat      |
| ---- | -------------------------------- | ------------- | --------------------------------- | ------------- |
| 2000 | Jocs Olímpics, Sydney, Austràlia | Àlex Corretja | David Adams John-Laffnie de Jager | 2−6, 6−4, 6−3 |

## Carrera esportiva
Va començar a jugar a tennis amb cinc anys i va donar-se a conèixer com a júnior en guanyar l'Orange Bowl i ser finalista del Roland Garros en categoria júnior l'any 1993. Poc després va esdevenir professional i va començar a guanyar-se gran reputació com a jugador sobre terra batuda. El 1994 va ser guardonat amb el premi de tennista revelació de l'any i l'any següent va guanyar el seu primer títol com a professional a Kitzbühel davant del gran dominador sobre terra batuda de l'època, Thomas Muster. Va representar Espanya a la Copa del Món de tennis de Düsseldorf els anys 1996, 1997, 1999, 2000, 2002 i 2004 amb un balanç de 10-7 i fent campiona Espanya amb Fèlix Mantilla, Tomàs Carbonell i Francisco Roig.
L'any 2000 va guanyar la medalla de bronze olímpica en categoria de dobles en els Jocs Olímpics de Sydney fent parella amb el seu gran amic Àlex Corretja. A final d'any va formar part de l'equip espanyol que va guanyar el primer títol de Copa Davis pel seu país. Va participar en la Copa Davis en les edicions de 1996, 2000, 2003 i 2005, amb un balanç total d'11-8 victòries i derrotes (individuals 9-5 i en dobles 2-3).
A conseqüència que no havia guanyar cap títol des de l'any 1999, va participar en el Roland Garros de 2002 sense entrar dins el grup de favorits. A quarta ronda va superar el gran favorit i defensor del títol Gustavo Kuerten, a semifinals el seu amic Àlex Corretja, i en la final al seu compatriota Juan Carlos Ferrero. Gràcies a aquest títol va escalar a la sisena posició del rànquing individual aconseguint el seu millor resultat. En l'edició següent, Ferrero es va venjar derrotant-lo a semifinals i emportant-se el títol finalment. L'any 2005 va aconseguir el seu únic títol de dobles a Doha junt a un jove Rafael Nadal.
Degut a contínues lesions i a una manca de desig competitiu, Costa va anunciar la seva retirada oficial del tennis professional el 21 d'abril de 2006, just després de disputar el Comte de Godó. Va tancar la seva carrera amb un total de 12 títols individuals i un de dobles.
El desembre de 2008 va ser nomenat capità de l'equip espanyol de Copa Davis substituint Emilio Sánchez Vicario. Ocupà el càrrec durant tres anys en els quals van guanyar el títol les edicions de 2009 i 2011, mentre que el 2010 van caure a quarts de final. També és entrenador del tennista espanyol Feliciano López.

## Palmarès: 14 (12−1−1)

### Individual: 21 (12−9)
| Llegenda (pre/post 2009)                                 |
| -------------------------------------------------------- |
| Grand Slams (1−0)                                        |
| Tennis Masters Cup / ATP Finals (0−0)                    |
| ATP Masters Series / ATP World Tour Masters 1000 (1−2)   |
| ATP International Series Gold / ATP World Tour 500 (1−1) |
| ATP International Series / ATP World Tour 250 (9−6)      |

| Títols per superfície |
| --------------------- |
| Dura (0−1)            |
| Gespa (0−0)           |
| Terra batuda (12−8)   |

| Resultat  | Núm. | Data                   | Torneig                    | Superfície   | Oponent en la final | Marcador                   |
| --------- | ---- | ---------------------- | -------------------------- | ------------ | ------------------- | -------------------------- |
| Finalista | 1.   | 20 de març de 1995     | Casablanca, Marroc         | Terra batuda | Gilbert Schaller    | 4−6, 2−6                   |
| Finalista | 2.   | 3 d'abril de 1995      | Estoril, Portugal          | Terra batuda | Thomas Muster       | 4−6, 2−6                   |
| Guanyador | 1.   | 6 d'agost de 1995      | Kitzbühel, Àustria         | Terra batuda | Thomas Muster       | 4−6, 6−4, 7−6(3), 2−6, 6−4 |
| Finalista | 3.   | 12 de gener de 1996    | Dubai, Emirats Àrabs Units | Dura         | Goran Ivanišević    | 4−6, 3−6                   |
| Finalista | 4.   | 22 d'abril de 1996     | Montecarlo, Mònaco         | Terra batuda | Thomas Muster       | 3−6, 7−5, 6−4, 3−6, 2−6    |
| Guanyador | 2.   | 14 de juliol de 1996   | Gstaad, Suïssa             | Terra batuda | Fèlix Mantilla      | 4−6, 7−6(2), 6−1, 6−0      |
| Guanyador | 3.   | 11 d'agost de 1996     | San Marino, San Marino     | Terra batuda | Fèlix Mantilla      | 7−6(7), 6−3                |
| Guanyador | 4.   | 15 de setembre de 1996 | Bournemouth, Regne Unit    | Terra batuda | Marc-Kevin Goellner | 6−7(4), 6−1, 6−2           |
| Guanyador | 5.   | 20 d'abril de 1997     | Barcelona, Catalunya       | Terra batuda | Albert Portas       | 7−5, 6−4, 6−4              |
| Guanyador | 6.   | 14 de setembre de 1997 | Marbella, Espanya          | Terra batuda | Alberto Berasategui | 6−3, 6−2                   |
| Guanyador | 7.   | 4 de maig de 1998      | Hamburg, Alemanya          | Terra batuda | Àlex Corretja       | 6−2, 6−0, 1−0 retirada     |
| Finalista | 5.   | 11 de maig de 1998     | Roma, Itàlia               | Terra batuda | Marcelo Ríos        | Renúncia                   |
| Guanyador | 8.   | 2 d'agost de 1998      | Kitzbühel (2)              | Terra batuda | Andrea Gaudenzi     | 6−2, 1−6, 6−2, 3−6, 6−1    |
| Finalista | 6.   | 14 de setembre de 1998 | Bournemouth                | Terra batuda | Fèlix Mantilla      | 3−6, 5−7                   |
| Guanyador | 9.   | 11 d'abril de 1999     | Estoril                    | Terra batuda | Todd Martin         | 7−6(4), 2−6, 6−3           |
| Guanyador | 10.  | 11 de juliol de 1999   | Gstaad (2)                 | Terra batuda | Nicolás Lapentti    | 7−6(4), 6−3, 6−4           |
| Guanyador | 11.  | 1 d'agost de 1999      | Kitzbühel (3)              | Terra batuda | Fernando Vicente    | 7−5, 6−2, 6−7(5), 7−6(4)   |
| Finalista | 7.   | 23 de juliol de 2001   | Kitzbühel                  | Terra batuda | Nicolás Lapentti    | 6−1, 4−6, 5−7, 5−7         |
| Finalista | 8.   | 22 d'abril de 2002     | Barcelona                  | Terra batuda | Gastón Gaudio       | 4−6, 0−6, 2−6              |
| Guanyador | 12.  | 9 de juny de 2002      | Roland Garros, França      | Terra batuda | Juan Carlos Ferrero | 6−1, 6−0, 4−6, 6−3         |
| Finalista | 9.   | 15 de juliol de 2002   | Amersfoort, Països Baixos  | Terra batuda | Juan Ignacio Chela  | 1−6, 6−7                   |

### Dobles: 1 (1−0)
| Llegenda (pre/post 2009)                                 |
| -------------------------------------------------------- |
| Grand Slams (0−0)                                        |
| Tennis Masters Cup / ATP Finals (0−0)                    |
| ATP Masters Series / ATP World Tour Masters 1000 (0−0)   |
| ATP International Series Gold / ATP World Tour 500 (0−0) |
| ATP International Series / ATP World Tour 250 (1−0)      |

| Títols per superfície |
| --------------------- |
| Dura (1−0)            |
| Gespa (0−0)           |
| Terra batuda (0−0)    |

| Resultat  | Núm. | Data               | Torneig     | Superfície | Parella      | Oponents en la final       | Marcador      |
| --------- | ---- | ------------------ | ----------- | ---------- | ------------ | -------------------------- | ------------- |
| Guanyador | 1.   | 9 de gener de 2005 | Doha, Qatar | Dura       | Rafael Nadal | Andrei Pavel Mikhaïl Iujni | 6−3, 4−6, 6−3 |

### Equips: 1 (1−0)
| Resultat  | Núm. | Data                     | Torneig                          | Superfície   | Equip                                           | Oponents                                                   | Marcador   |
| --------- | ---- | ------------------------ | -------------------------------- | ------------ | ----------------------------------------------- | ---------------------------------------------------------- | ---------- |
| Guanyador | 1.   | 8−10 de desembre de 2000 | Copa Davis, Barcelona, Catalunya | Terra batuda | Joan Balcells Àlex Corretja Juan Carlos Ferrero | Lleyton Hewitt Patrick Rafter Sandon Stolle Mark Woodforde | 3−1 global |

## Trajectòria

### Individual
| Open d'Austràlia | A           | A           | A           | 2R  | QF          | 2R          | 1R          | 1R  | A           | 4R          | 3R          | 3R  | 1R  | 0 / 9  | 13 − 9  |
| Roland Garros | A           | 1R          | QF          | 2R  | 3R          | 4R          | 3R          | QF  | 3R          | G           | SF          | 3R  | 1R  | 1 / 12 | 30 − 11 |
| Wimbledon | A           | 1R          | A           | 2R  | A           | 2R          | 1R          | A   | A           | A           | A           | 1R  | A   | 0 / 5  | 2 − 5   |
| US Open | A           | 1R          | A           | 1R  | 1R          | 1R          | 1R          | 2R  | 4R          | 2R          | 2R          | 1R  | 1R  | 0 / 11 | 6 − 11  |
| Partits G/P | 0−0         | 0−3         | 4−1         | 3−4 | 6−3         | 5−4         | 2−4         | 5−3 | 3−2         | 11−2        | 8−3         | 4−4 | 0−3 | 1 / 37 | 51−36   |
| Tennis Masters Cup | A           | A           | A           | A   | A           | RR          | A           | A   | A           | RR          | A           | A   | A   | 0 / 2  | 1 − 4   |
| Jocs Olímpics | No celebrat | No celebrat | No celebrat | 2R  | No celebrat | No celebrat | No celebrat | 1R  | No celebrat | No celebrat | No celebrat | A   | NC  | 0 / 2  | 1 – 2   |
| Rànquing a final d'any | 221         | 52          | 24          | 13  | 19          | 14          | 18          | 26  | 40          | 9           | 25          | 56  | 116 |        |         |
| Llegenda: G: Guanyador; F: Finalista; SF: Semifinalista; QF: Quarts de final; Q: Qualificació; A: Absent; RR: Round Robin |             |             |             |     |             |             |             |     |             |             |             |     |     |        |         |